# 2023/24年度中國杯短道速滑精英聯賽
2023/24年度中國杯短道速滑精英聯賽是2023-24短道速滑賽季舉辦的全國精英聯賽，參賽選手將透過參加是次精英聯賽決定十四冬的參賽名額。

## 概覽
- 2023年9月12-17日，第一站暨“十四冬”资格赛在呼和浩特体育中心综合体育馆举行。武大靖、林孝埈、范可新、曲春雨等中國短道速滑名將將參與該比賽。[1][2]

## 分站舉辦資訊
| 舉辦日期          | 站次   | 舉辦城市               | 舉辦場地               | 參賽資格         | 備註         | 成績 |
| ----------------- | ------ | ---------------------- | ---------------------- | ---------------- | ------------ | ---- |
| 2023年9月12-17日  | 第一站 | 內蒙古自治區呼和浩特市 | 内蒙古呼和浩特体育中心 | 賽前4及9圈資格賽 | 十四冬資格賽 |      |
| 2023年9月21-24日  | 第二站 | 內蒙古自治區呼倫貝爾市 | 內蒙古冰上運動訓練中心 | 第一站           | 十四冬資格賽 |      |
| 2023年10月19-22日 | 第三站 | 黑龍江省哈爾濱市       | 黑龙江省冰上训练中心   |                  |              |      |
| 2023年10月26-29日 | 第四站 | 黑龍江省七台河市       | 七台河体育中心         |                  |              |      |

## 分站賽結果

### 第一站：內蒙古呼和浩特
公開組
| 年齡組 | 性別 | 項目              | 金牌                                                           | 銀牌                                                            | 銅牌                                                                   | 資料來源 |
| 公開組 | 男子 | 500m              | 林孝埈 黑龙江省冰上训练中心                                    | 刘少昂 天津市冬季和水上运动管理中心                             | 任子威 黑龙江省冰上训练中心                                            | [ 3 ]    |
| 公開組 | 男子 | 1000m             | 刘少昂 天津市冬季和水上运动管理中心                            | 吕修诚 黑龙江省冰上训练中心                                     | 孙龙 吉林省体育局冰上运动管理中心                                      | [ 4 ]    |
| 公開組 | 男子 | 1500m             | 孙龙 吉林省体育局冰上运动管理中心                              | 刘少昂 天津市冬季和水上运动管理中心                             | 朱祎玎 北京市冬季运动管理中心                                          | [ 5 ]    |
| 公開組 | 男子 | 5000m接力         | 吉林省体育局冰上运动管理中心 孙龙 贾海东 任浩博 武大靖 韩天宇  | 天津市冬季和水上运动管理中心 李孔超 刘冠逸 刘金勋 刘少昂 刘少林 | 河北省体育局冬季运动中心 王昊 李昌益 沈俊博 苏薪澳 姜丛胜              | [ 6 ]    |
| 公開組 | 女子 | 500m              | 王艺潮 吉林省体育局冰上运动管理中心                            | 赵元微 辽宁省冬季运动管理中心                                   | 王欣然 黑龙江省冰上训练中心                                            | [ 7 ]    |
| 公開組 | 女子 | 1000m             | 公俐 山东省冬季运动管理中心                                    | 赵元微 辽宁省冬季运动管理中心                                   | 徐爱丽 黑龙江省冰上训练中心                                            | [ 8 ]    |
| 公開組 | 女子 | 1500m             | 张楚桐 吉林省体育局冰上运动管理中心                            | 臧一泽 黑龙江省冰上训练中心                                     | 郭奕含 吉林省体育局冰上运动管理中心                                    | [ 9 ]    |
| 公開組 | 女子 | 3000m接力         | 吉林省体育局冰上运动管理中心 王艺潮 张楚桐 韩雨桐 郭奕含       | 山东省冬季运动管理中心 李靳宇 贾惠凌 公俐 李璇 李金恣           | 黑龙江省冰上训练中心 王欣然 臧一泽 范可新 邢爱琳 徐爱丽                | [ 10 ]   |
| 公開組 | 混合 | 2000m男女混合接力 | 黑龙江省冰上训练中心 王欣然 臧一泽 范可新 林孝埈 钟宇晨 任子威 | 山东省冬季运动管理中心 于松楠 安凯 李文龙 贾惠凌 公俐 李璇      | 天津市冬季和水上运动管理中心 刘冠逸 曲春雨 郝卫莹 张雨婷 刘少昂 刘少林 | [ 11 ]   |

青年組
| 年齡組 | 性別 | 項目              | 金牌                                                               | 銀牌                                                                         | 銅牌                                                                   | 資料來源 |
| 青年組 | 男子 | 500m              | 张添翼 吉林省体育局冰上运动管理中心                                | 张柏浩 上海市体育局                                                          | 李坤 吉林省体育局冰上运动管理中心                                      | [ 12 ]   |
| 青年組 | 男子 | 1000m             | 张柏浩 上海市体育局                                                | 田珉硕 黑龙江省冬季运动与后备人才管理中心                                    | 张添翼 吉林省体育局冰上运动管理中心                                    | [ 13 ]   |
| 青年組 | 男子 | 1500m             | 张添翼 吉林省体育局冰上运动管理中心                                | 李坤 吉林省体育局冰上运动管理中心                                            | 李鑫宇 山东省冬季运动管理中心                                          | [ 14 ]   |
| 青年組 | 男子 | 5000m接力         | 上海市体育局 马赫男 张子夏 孟泽琨 张柏浩 王麒峻                    | 黑龙江省冬季运动与后备人才管理中心 孙枭 于洪洋 田珉硕 覃昱豪 刘福霖          | 山东省冬季运动管理中心 宋柯睿 张心喆 牛奎元 李鑫宇 张子钦              | [ 15 ]   |
| 青年組 | 女子 | 500m              | 王晔 吉林省体育局冰上运动管理中心                                  | 宋佳蕊 吉林省体育局冰上运动管理中心                                          | 宋一霏 吉林省体育局冰上运动管理中心                                    | [ 16 ]   |
| 青年組 | 女子 | 1000m             | 王晔 吉林省体育局冰上运动管理中心                                  | 南佳延 吉林省体育局冰上运动管理中心                                          | 宋佳蕊 吉林省体育局冰上运动管理中心                                    | [ 17 ]   |
| 青年組 | 女子 | 1500m             | 南佳延 吉林省体育局冰上运动管理中心                                | 闫僮瑶 黑龙江省冬季运动与后备人才管理中心                                    | 吕婉钰 上海市体育局                                                    | [ 18 ]   |
| 青年組 | 女子 | 3000m接力         | 吉林省体育局冰上运动管理中心 宋佳蕊 南佳延 王晔 宋一霏 朴胥现      | 黑龙江省冬季运动与后备人才管理中心 闫僮瑶 林敬宜 王可芯 杨婧茹 李晶          | 上海市体育局 吕婉钰 张珈宁 李暄 陈心怡 康梓童                          | [ 19 ]   |
| 青年組 | 混合 | 2000m男女混合接力 | 吉林省体育局冰上运动管理中心 宋佳蕊 李坤 张添翼 俞翔文 王晔 宋一霏 | 黑龙江省冬季运动与后备人才管理中心 田珉硕 覃昱豪 刘福霖 闫僮瑶 林敬宜 王可芯 | 天津市冬季和水上运动管理中心 何海洋 杨傲麟 毕鸿博 庞斯予 侯雨茗 李梓萌 | [ 20 ]   |

### 第二站：內蒙古呼倫貝爾
公開組
| 年齡組 | 性別 | 項目              | 金牌                                                           | 銀牌                                                                 | 銅牌                                                    | 資料來源 |
| 公開組 | 男子 | 500m              | 孙龙 吉林省体育局冰上运动管理中心                              | 任子威 黑龙江省冰上训练中心                                          | 刘少昂 天津市冬季和水上运动管理中心                     | [ 21 ]   |
| 公開組 | 男子 | 1000m             | 刘少昂 天津市冬季和水上运动管理中心                            | 安凯 山东省冬季运动管理中心                                          | 孙龙 吉林省体育局冰上运动管理中心                       | [ 22 ]   |
| 公開組 | 男子 | 1500m             | 刘少昂 天津市冬季和水上运动管理中心                            | 马威 北京市冬季运动管理中心                                          | 林孝埈 黑龙江省冰上训练中心                             | [ 23 ]   |
| 公開組 | 男子 | 5000m接力         | 吉林省体育局冰上运动管理中心 任浩博 韩天宇 武大靖 贾海东 孙龙  | 天津市冬季和水上运动管理中心 刘冠逸 刘金勋 刘少昂 刘少林 李孔超      | 北京市冬季运动管理中心 张为智 马威 朱祎玎 王圣东 任仲昊 | [ 24 ]   |
| 公開組 | 女子 | 500m              | 张楚桐 吉林省体育局冰上运动管理中心                            | 王艺潮 吉林省体育局冰上运动管理中心                                  | 公俐 山东省冬季运动管理中心                             | [ 25 ]   |
| 公開組 | 女子 | 1000m             | 臧一泽 黑龙江省冰上训练中心                                    | 郝卫莹 天津市冬季和水上运动管理中心                                  | 吕晓彤 辽宁省冬季运动管理中心                           | [ 26 ]   |
| 公開組 | 女子 | 1500m             | 臧一泽 黑龙江省冰上训练中心                                    | 公俐 山东省冬季运动管理中心                                          | 王艺潮 吉林省体育局冰上运动管理中心                     | [ 27 ]   |
| 公開組 | 女子 | 3000m接力         | 黑龙江省冰上训练中心 徐爱丽 范可新 邢爱琳 王欣然 臧一泽        | 吉林省体育局冰上运动管理中心 张楚桐 韩雨桐 王艺潮 郭奕含             | 河北省体育局冬季运动中心 宋杨 蔡申依 杨旭 张延 杨明明   | [ 28 ]   |
| 公開組 | 混合 | 2000m男女混合接力 | 黑龙江省冰上训练中心 林孝埈 任子威 钟宇晨 徐爱丽 王欣然 臧一泽 | 吉林省体育局冰上运动管理中心 任浩博 武大靖 孙龙 张楚桐 韩雨桐 郭奕含 | 四川省体育局 张楠 崔金丹 谭钦文 陈德全 王鹏宇 宋嘉华    | [ 29 ]   |

青年組
| 年齡組 | 性別 | 項目              | 金牌                                                                         | 銀牌                                                                | 銅牌                                                       | 資料來源 |
| 青年組 | 男子 | 500m              | 刘福霖 黑龙江省冬季运动与后备人才管理中心                                    | 田珉硕 黑龙江省冬季运动与后备人才管理中心                           | 张柏浩 上海市体育局                                        | [ 30 ]   |
| 青年組 | 男子 | 1000m             | 张柏浩 上海市体育局                                                          | 吕延鹏 内蒙古自治区竞技体育训练中心                                 | 张添翼 吉林省体育局冰上运动管理中心                        | [ 31 ]   |
| 青年組 | 男子 | 1500m             | 张添翼 吉林省体育局冰上运动管理中心                                          | 俞翔文 吉林省体育局冰上运动管理中心                                 | 李坤 吉林省体育局冰上运动管理中心                          | [ 32 ]   |
| 青年組 | 男子 | 5000m接力         | 吉林省体育局冰上运动管理中心 张添翼 李坤 娄展硕 赵世强 俞翔文                | 内蒙古自治区竞技体育训练中心 吕延鹏 赵戚 巴雅立格 罗宏宇 吴世强     | 上海市体育局 张子夏 张柏浩 孟泽琨 王麒峻 马赫男            | [ 33 ]   |
| 青年組 | 女子 | 500m              | 王晔 吉林省体育局冰上运动管理中心                                            | 宋佳蕊 吉林省体育局冰上运动管理中心                                 | 宋一霏 吉林省体育局冰上运动管理中心                        | [ 34 ]   |
| 青年組 | 女子 | 1000m             | 南佳延 吉林省体育局冰上运动管理中心                                          | 张珈宁 上海市体育局                                                 | 康梓童 上海市体育局                                        | [ 35 ]   |
| 青年組 | 女子 | 1500m             | 宋佳蕊 吉林省体育局冰上运动管理中心                                          | 张珈宁 上海市体育局                                                 | 杨婧茹 黑龙江省冬季运动与后备人才管理中心                  | [ 36 ]   |
| 青年組 | 女子 | 3000m接力         | 吉林省体育局冰上运动管理中心 宋佳蕊 王晔 南佳延 宋一霏 朴胥现                | 黑龙江省冬季运动与后备人才管理中心 闫僮瑶 王可芯 林敬宜 杨婧茹 李晶 | 上海市体育局 吕婉钰 张珈宁 康梓童 李暄 陈心怡              | [ 37 ]   |
| 青年組 | 混合 | 2000m男女混合接力 | 黑龙江省冬季运动与后备人才管理中心 刘福霖 覃昱豪 田珉硕 闫僮瑶 王可芯 林敬宜 | 上海市体育局 张柏浩 孟泽琨 马赫男 张珈宁 康梓童 李暄                | 郑州大学体育学院 李禹衡 李展名 孙连检 贾丝予 姚露荷 刘佳琪 | [ 38 ]   |

### 第三站：黑龍江哈爾濱
公開組
| 年齡組 | 性別 | 項目              | 金牌                                                         | 銀牌                                                         | 銅牌                                                                 | 資料來源 |
| 公開組 | 男子 | 500m              | 贾海东 吉林省体育局冰上运动管理中心                          | 李佳奇 四川省体育局                                          | 张得钿 广西射击射箭运动发展中心                                      | [ 39 ]   |
| 公開組 | 男子 | 1000m             | 王昊 河北省体育局冬季运动中心                                | 王其智 黑龙江省冰上训练中心                                  | 任仲昊 北京市冬季运动管理中心                                        | [ 40 ]   |
| 公開組 | 男子 | 1500m             | 宋桂旭 内蒙古自治区竞技体育训练中心                          | 王昊 河北省体育局冬季运动中心                                | 贾海东 吉林省体育局冰上运动管理中心                                  | [ 41 ]   |
| 公開組 | 男子 | 5000m接力         | 河北省体育局冬季运动中心 沈俊博 李昌益 姜丛胜 苏薪澳 王昊    | 云南省体育局 邵鹏 田佳龙 高君镇 陈思宇 刘思奇                | 广西射击射箭运动发展中心 单宇峰 徐佳隆 赵锐 马德恩 张得钿            | [ 42 ]   |
| 公開組 | 女子 | 500m              | 赵元微 辽宁省冬季运动管理中心                                | 吕晓彤 辽宁省冬季运动管理中心                                | 王润圆 天津市冬季和水上运动管理中心                                  | [ 43 ]   |
| 公開組 | 女子 | 1000m             | 赵元微 辽宁省冬季运动管理中心                                | 蔡申依 河北省体育局冬季运动中心                              | 王润圆 天津市冬季和水上运动管理中心                                  | [ 44 ]   |
| 公開組 | 女子 | 1500m             | 杨旭 河北省体育局冬季运动中心                                | 邢爱琳 黑龙江省冰上训练中心                                  | 赵元微 辽宁省冬季运动管理中心                                        | [ 45 ]   |
| 公開組 | 女子 | 3000m接力         | 河北省体育局冬季运动中心 张延' 宋杨' 杨明明' 杨旭' 蔡申依    | 辽宁省冬季运动管理中心 郑舜遥 崔海琳 吕晓彤 康哲宁 赵元微    | 北京市冬季运动管理中心 张爽 张靖汶 任一迪 田日新                     | [ 46 ]   |
| 公開組 | 混合 | 2000m男女混合接力 | 河北省体育局冬季运动中心 沈俊博 李昌益 王昊 张延 杨旭 蔡申依 | 辽宁省冬季运动管理中心 崔海琳 吕晓彤 赵元微 贾昊澄 霍达 刘帅 | 安徽省田径游泳运动管理中心 孙冬羽 张莉美 董司莹 李世文 孙振楠 王义文 | [ 47 ]   |

青年組
| 年齡組 | 性別 | 項目              | 金牌                                                                   | 銀牌                                                         | 銅牌                                                                   | 資料來源 |
| 青年組 | 男子 | 500m              | 谭一 四川省体育局                                                      | 宋柯睿 山东省冬季运动管理中心                                | 孟泽琨 上海市体育局                                                    | [ 48 ]   |
| 青年組 | 男子 | 1000m             | 宋柯睿 山东省冬季运动管理中心                                          | 孙连检 郑州大学体育学院                                      | 袁忠博 郑州大学体育学院                                                | [ 49 ]   |
| 青年組 | 男子 | 1500m             | 田珉硕 黑龙江省冬季运动与后备人才管理中心                              | 孙枭 黑龙江省冬季运动与后备人才管理中心                      | 李鑫宇 山东省冬季运动管理中心                                          | [ 50 ]   |
| 青年組 | 男子 | 5000m接力         | 湖北省体育局武术和冬季运动管理中心 张峻恺 王天佑 马禹桐 孙宗禹 林浩诚  | 山东省冬季运动管理中心' 宋柯睿 张子钦 牛奎元 张心喆 李鑫宇   | 黑龙江省冬季运动与后备人才管理中心 孙枭 于洪洋 田珉硕 覃昱豪           | [ 51 ]   |
| 青年組 | 女子 | 500m              | 杨茸秒 内蒙古自治区竞技体育训练中心                                    | 孙艺铭 北京市冬季运动管理中心                                | 石轩一宁 内蒙古自治区竞技体育训练中心                                  | [ 52 ]   |
| 青年組 | 女子 | 1000m             | 杨婧茹 黑龙江省冬季运动与后备人才管理中心                              | 杨茸秒 内蒙古自治区竞技体育训练中心                          | 闫僮瑶 黑龙江省冬季运动与后备人才管理中心                              | [ 53 ]   |
| 青年組 | 女子 | 1500m             | 杨婧茹 黑龙江省冬季运动与后备人才管理中心                              | 闫僮瑶 黑龙江省冬季运动与后备人才管理中心                    | 杨茸秒 内蒙古自治区竞技体育训练中心                                    | [ 54 ]   |
| 青年組 | 女子 | 3000m接力         | 黑龙江省冬季运动与后备人才管理中心 闫僮瑶 王可芯 杨婧茹 李晶           | 内蒙古自治区竞技体育训练中心 石轩一宁 杨茸秒 齐欣煜 赵嘉诺   | 山东省冬季运动管理中心 赵小艺 杨雨楠 邹柯皓 张庭侨                     | [ 55 ]   |
| 青年組 | 混合 | 2000m男女混合接力 | 内蒙古自治区竞技体育训练中心 罗宏宇 赵戚 石轩一宁 杨茸秒 齐欣煜 吴世强 | 北京市冬季运动管理中心 陈俊屹 张浩 穆雨鸿 孙艺铭 马铭鸿 魏贺 | 天津市冬季和水上运动管理中心 杨傲麟 毕鸿博 何海洋 庞斯予 侯雨茗 李梓萌 | [ 56 ]   |

### 第四站：黑龍江七台河
公開組
| 年齡組 | 性別 | 項目              | 金牌                                                           | 銀牌                                                        | 銅牌                                                          | 資料來源 |
| 公開組 | 男子 | 500m              | 李佳奇 四川省体育局                                            | 邹禄鹏 安徽省田径游泳运动管理中心                           | 孙振楠 安徽省田径游泳运动管理中心                             | [ 57 ]   |
| 公開組 | 男子 | 1000m             | 李昌益 河北省体育局冬季运动中心                                | 蒋佳益 山东省冬季运动管理中心                               | 李世文 安徽省田径游泳运动管理中心                             | [ 58 ]   |
| 公開組 | 男子 | 1500m             | 朱昱璋 内蒙古自治区竞技体育训练中心                            | 宋桂旭 内蒙古自治区竞技体育训练中心                         | 沈俊博 河北省体育局冬季运动中心                               | [ 59 ]   |
| 公開組 | 男子 | 5000m接力         | 湖北省体育局武术和冬季运动管理中心 雷鸣源 张祚 郑石 塔猛       | 安徽省田径游泳运动管理中心 李世文 孙振楠 邹禄鹏 王义文 孙浩 | /                                                             | [ 60 ]   |
| 公開組 | 女子 | 500m              | 贾惠凌 山东省冬季运动管理中心                                  | 杨旭 河北省体育局冬季运动中心                               | 邢爱琳 黑龙江省冰上训练中心                                   | [ 61 ]   |
| 公開組 | 女子 | 1000m             | 邢爱琳 黑龙江省冰上训练中心                                    | 王润圆 天津市冬季和水上运动管理中心                         | 李靳宇 山东省冬季运动管理中心                                 | [ 62 ]   |
| 公開組 | 女子 | 1500m             | 贾惠凌 山东省冬季运动管理中心                                  | 李靳宇 山东省冬季运动管理中心                               | 张莉美 安徽省田径游泳运动管理中心                             | [ 63 ]   |
| 公開組 | 女子 | 3000m接力         | 無比賽                                                         | 無比賽                                                      | 無比賽                                                        |          |
| 公開組 | 混合 | 2000m男女混合接力 | 河北省体育局冬季运动中心 李昌益 沈俊博 姜丛胜 宋杨 杨旭 蔡申依 | 山东省冬季运动管理中心 蒋佳益 付禹晰 李靳宇 贾惠凌          | 湖北省体育局武术和冬季运动管理中心 张祚 郑石 塔猛 刘熹 黄晶晶 | [ 64 ]   |

青年組
| 年齡組 | 性別 | 項目              | 金牌                                                                   | 銀牌                                                                       | 銅牌                                                    | 資料來源 |
| 青年組 | 男子 | 500m              | 张峻恺 湖北省体育局武术和冬季运动管理中心                              | 赵戚 内蒙古自治区竞技体育训练中心                                          | 马赫男 上海市体育局                                     | [ 65 ]   |
| 青年組 | 男子 | 1000m             | 马赫男 上海市体育局                                                    | 罗宏宇 内蒙古自治区竞技体育训练中心                                        | 李鑫宇 山东省冬季运动管理中心                           | [ 66 ]   |
| 青年組 | 男子 | 1500m             | 孙枭 黑龙江省冬季运动与后备人才管理中心                                | 张心喆 山东省冬季运动管理中心                                              | 罗宏宇 内蒙古自治区竞技体育训练中心                     | [ 67 ]   |
| 青年組 | 男子 | 5000m接力         | 山东省冬季运动管理中心 张子钦 宋柯睿 张心喆 李鑫宇                     | 内蒙古自治区竞技体育训练中心 王禹泽 罗宏宇 吴世强 刘鸿运 赵戚              | 河北省体育局冬季运动中心 王晨硕 宫懿轩 余狄 李哲 胡海旭 | [ 68 ]   |
| 青年組 | 女子 | 500m              | 闫僮瑶 黑龙江省冬季运动与后备人才管理中心                              | 杨茸秒 内蒙古自治区竞技体育训练中心                                        | 石轩一宁 内蒙古自治区竞技体育训练中心                   | [ 69 ]   |
| 青年組 | 女子 | 1000m             | 杨婧茹 黑龙江省冬季运动与后备人才管理中心                              | 王可芯 黑龙江省冬季运动与后备人才管理中心                                  | 杨茸秒 内蒙古自治区竞技体育训练中心                     | [ 70 ]   |
| 青年組 | 女子 | 1500m             | 张澜馨 湖北省体育局武术和冬季运动管理中心                              | 王可芯 黑龙江省冬季运动与后备人才管理中心                                  | 李晶 黑龙江省冬季运动与后备人才管理中心                 | [ 71 ]   |
| 青年組 | 女子 | 3000m接力         | 無比賽                                                                 | 無比賽                                                                     | 無比賽                                                  | [ 72 ]   |
| 青年組 | 混合 | 2000m男女混合接力 | 内蒙古自治区竞技体育训练中心 罗宏宇 吴世强 赵戚 石轩一宁 杨茸秒 齐欣煜 | 黑龙江省冬季运动与后备人才管理中心 孙枭 于洪洋 覃昱豪 闫僮瑶 王可芯 杨婧茹 | 犯規，未頒發                                            | [ 73 ]   |

## 獎牌榜

### 成年組
| 排名 | 代表俱樂部                         | 金牌 | 銀牌 | 銅牌 | 总数 |
| ---- | ---------------------------------- | ---- | ---- | ---- | ---- |
| 1    | 吉林省体育局冰上运动管理中心       | 9    | 3    | 5    | 17   |
| 2    | 黑龙江省冰上训练中心               | 7    | 5    | 6    | 18   |
| 3    | 河北省体育局冬季运动中心           | 7    | 3    | 3    | 13   |
| 4    | 山东省冬季运动管理中心             | 4    | 7    | 2    | 11   |
| 5    | 天津市冬季和水上运动管理中心       | 3    | 6    | 4    | 13   |
| 6    | 辽宁省冬季运动管理中心             | 2    | 5    | 2    | 9    |
| 7    | 内蒙古自治区竞技体育训练中心       | 2    | 1    | 0    | 3    |
| 8    | 四川省体育局                       | 1    | 1    | 1    | 3    |
| 8    | 湖北省体育局武术和冬季运动管理中心 | 1    | 1    | 1    | 3    |
| 10   | 安徽省田径游泳运动管理中心         | 0    | 2    | 4    | 6    |
| 11   | 北京市冬季运动管理中心             | 0    | 1    | 4    | 5    |
| 13   | 云南省体育局                       | 0    | 1    | 0    | 1    |
| 14   | 广西射击射箭运动发展中心           | 0    | 0    | 2    | 2    |
| 總數 | 總數                               | 35   | 35   | 34   | 104  |

### 青年組
| 排名 | 代表俱樂部                         | 金牌 | 銀牌 | 銅牌 | 总数 |
| ---- | ---------------------------------- | ---- | ---- | ---- | ---- |
| 1    | 吉林省体育局冰上运动管理中心       | 13   | 5    | 7    | 25   |
| 2    | 黑龙江省冬季运动与后备人才管理中心 | 10   | 12   | 4    | 26   |
| 3    | 上海市体育局                       | 4    | 4    | 8    | 16   |
| 4    | 內蒙古自治區競技體育訓練中心       | 3    | 8    | 5    | 14   |
| 5    | 山東省冬季運動管理中心             | 2    | 3    | 5    | 10   |
| 6    | 湖北省体育局武术和冬季运动管理中心 | 2    | 0    | 0    | 2    |
| 7    | 四川省體育局                       | 1    | 0    | 0    | 1    |
| 8    | 鄭州大學體育學院                   | 0    | 1    | 2    | 3    |
| 9    | 北京市冬季運動管理中心             | 0    | 2    | 0    | 2    |
| 10   | 天津市冬季和水上运动管理中心       | 0    | 0    | 2    | 2    |
| 11   | 河北省体育局冬季运动中心           | 0    | 0    | 1    | 1    |
| 總數 | 總數                               | 35   | 35   | 34   | 104  |

## 備註
1. ↑  參賽運動員需參加4圈及9圈追逐計時賽並排名前60名，方可參加第一站聯賽
2. ↑  第一站全能積分前45名的運動員方可獲取第二站參賽資格，國家集訓隊運動員可直接獲得參賽資格

## 資料來源
1. ↑  . 澎拜新聞 (呼和浩特新闻网). 2023-08-03  [2023-08-30]. （原始内容存档于2023-08-30）.
2. ↑  周学帅. . 北京青年報. 2023-08-28  [2023-08-30].
3. ↑  . 中國滑冰協會.   [2023-09-16]. （原始内容存档于2023-10-21）.
4. ↑  . 中國滑冰協會.   [2023-09-17].
5. ↑  . 中國滑冰協會.   [2023-09-15].
6. ↑  . 中國滑冰協會.   [2023-09-17].
7. ↑  . 中國滑冰協會.   [2023-09-16].
8. ↑  . 中國滑冰協會.   [2023-09-17].
9. ↑  . 中國滑冰協會.   [2023-09-15].
10. ↑  . 中國滑冰協會.   [2023-09-17].
11. ↑  . 中國滑冰協會.   [2023-09-17]. （原始内容存档于2023-10-21）.
12. ↑  . 中國滑冰協會.   [2023-09-16].
13. ↑  . 中國滑冰協會.   [2023-09-17].
14. ↑  . 中國滑冰協會.   [2023-09-15].
15. ↑  . 中國滑冰協會.   [2023-09-17].
16. ↑  . 中國滑冰協會.   [2023-09-16].
17. ↑  . 中國滑冰協會.   [2023-09-17].
18. ↑  . 中國滑冰協會.   [2023-09-15].
19. ↑  . 中國滑冰協會.   [2023-09-17].
20. ↑  . 中國滑冰協會.   [2023-09-16].
21. ↑  . 中國滑冰協會.   [2023-09-23].
22. ↑  . 中國滑冰協會.   [2023-09-24].
23. ↑  . 中國滑冰協會.   [2023-09-22]. （原始内容存档于2023-10-21）.
24. ↑  . 中國滑冰協會.   [2023-09-24].
25. ↑  . 中國滑冰協會.   [2023-09-23].
26. ↑  . 中國滑冰協會.   [2023-09-24].
27. ↑  . 中國滑冰協會.   [2023-09-22].
28. ↑  . 中國滑冰協會.   [2023-09-24].
29. ↑  . 中國滑冰協會.   [2023-09-24]. （原始内容存档于2023-10-21）.
30. ↑  . 中國滑冰協會.   [2023-09-23].
31. ↑  . 中國滑冰協會.   [2023-09-24].
32. ↑  . 中國滑冰協會.   [2023-09-22].
33. ↑  . 中國滑冰協會.   [2023-09-24].
34. ↑  . 中國滑冰協會.   [2023-09-23].
35. ↑  . 中國滑冰協會.   [2023-09-24].
36. ↑  . 中國滑冰協會.   [2023-09-22].
37. ↑  . 中國滑冰協會.   [2023-09-24].
38. ↑  . 中國滑冰協會.   [2023-09-24].
39. ↑  . 中國滑冰協會.   [2023-10-21].
40. ↑  . 中國滑冰協會.   [2023-10-22].
41. ↑  . 中國滑冰協會.   [2023-10-20].
42. ↑  . 中國滑冰協會.   [2023-10-22].
43. ↑  . 中國滑冰協會.   [2023-10-21].
44. ↑  . 中國滑冰協會.   [2023-10-22].
45. ↑  . 中國滑冰協會.   [2023-10-20].
46. ↑  . 中國滑冰協會.   [2023-10-22].
47. ↑  . 中國滑冰協會.   [2023-10-22].
48. ↑  . 中國滑冰協會.   [2023-10-21].
49. ↑  . 中國滑冰協會.   [2023-10-22].
50. ↑  . 中國滑冰協會.   [2023-10-20].
51. ↑  . 中國滑冰協會.   [2023-09-17].
52. ↑  . 中國滑冰協會.   [2023-10-21].
53. ↑  . 中國滑冰協會.   [2023-10-22].
54. ↑  . 中國滑冰協會.   [2023-10-20].
55. ↑  . 中國滑冰協會.   [2023-09-17].
56. ↑  . 中國滑冰協會.   [2023-10-22].
57. ↑  . 中國滑冰協會.   [2023-10-27]. （原始内容存档于2023-10-27）.
58. ↑  . 中國滑冰協會.   [2023-10-28]. （原始内容存档于2023-10-28）.
59. ↑  . 中國滑冰協會.   [2023-10-26]. （原始内容存档于2023-10-26）.
60. ↑  . 中國滑冰協會.   [2023-10-27]. （原始内容存档于2023-10-27）.
61. ↑  . 中國滑冰協會.   [2023-10-27]. （原始内容存档于2023-10-27）.
62. ↑  . 中國滑冰協會.   [2023-10-28]. （原始内容存档于2023-10-28）.
63. ↑  . 中國滑冰協會.   [2023-10-26]. （原始内容存档于2023-10-26）.
64. ↑  . 中國滑冰協會.   [2023-10-26]. （原始内容存档于2023-10-26）.
65. ↑  . 中國滑冰協會.   [2023-10-27]. （原始内容存档于2023-10-27）.
66. ↑  . 中國滑冰協會.   [2023-10-28]. （原始内容存档于2023-10-28）.
67. ↑  . 中國滑冰協會.   [2023-10-26]. （原始内容存档于2023-10-26）.
68. ↑  . 中國滑冰協會.   [2023-10-28]. （原始内容存档于2023-10-28）.
69. ↑  . 中國滑冰協會.   [2023-10-27]. （原始内容存档于2023-10-27）.
70. ↑  . 中國滑冰協會.   [2023-10-28]. （原始内容存档于2023-10-28）.
71. ↑  . 中國滑冰協會.   [2023-10-26]. （原始内容存档于2023-10-26）.
72. ↑  . 中國滑冰協會.   [2023-10-27]. （原始内容存档于2023-10-27）.
73. ↑  . 中國滑冰協會.   [2023-10-26]. （原始内容存档于2023-10-26）.